# Ugo, conte di Parigi
Ugo, Conte di Parigi (título original en italiano; en español, Hugo, conde de París) es una ópera en dos actos con música de Gaetano Donizetti y libreto de Felice Romani. Se estrenó el 13 de marzo de 1832 en el Teatro alla Scala de Milán.

## Nots y referencias
- Esta obra contiene una traducción parcial derivada de «Ugo, Conte di Parigi» de Wikipedia en italiano, publicada por sus editores bajo la Licencia de documentación libre de GNU y la Licencia Creative Commons Atribución-CompartirIgual 4.0 Internacional.

- Datos: Q755439
- Multimedia: Ugo, conte di Parigi / Q755439